# Чемпіонат світу з легкої атлетики 2019 — біг на 400 метрів (жінки)

Фінальний забіг

Змагання з бігу на 400 метрів серед жінок на Чемпіонаті світу з легкої атлетики 2019 у Досі проходили 30 вересня, 1 та 3 жовтня на стадіоні «Халіфа».

## Напередодні старту
На початок змагань основні рекордні результати були такими:
| WR | Маріта Кох (DDR)          | 47,60 | Канберра  | 6 жовтня 1985  |
| CR | Ярміла Кратохвілова (CSK) | 47,99 | Гельсінкі | 10 серпня 1983 |
| WL | Шона Міллер-Уйбо (BAH)    | 49,05 | Гейнсвілл | 27 квітня 2019 |

Очікувалось, що основана боротьба за «золото» розгорнеться між лідером сезону Шоною Міллер-Уйбо та другим номером у рейтингу сезону Сальвою Насер (49,17). «Темною конячкою» розглядалась представниця Нігеру Амінату Сейні, яка в липні цього року на етапі Діамантової ліги в Лозанні показала «захмарний» результат з бігу на одне коло (49,19).

## Результати

### Попередні забіги
Найкращий час за підсумками шести забігів результат показала американка Вейдлайн Джонатас (50,57). До півфіналів проходили перші троє з кожного забігу та шестеро найшвидших за часом з тих, які посіли у забігах місця, починаючи з четвертого.
За підсумками трьох півфінальних забігів з найшвидшим часом до фіналу потрапила Шона Міллер-Уйбо (49,66).

### Фінал
У фінілі з третім за всю історію дисципліни результатом перемогла Сальва Насер. Краще за неї бігла тільки світова рекордсменка Маріта Кох (47,60; 1985) та Ярміла Кратохвілова (47,99; 1983).
| Місце | Атлетка                      | Час   | Примітки |
| ----- | ---------------------------- | ----- | -------- |
| 1     | Сальва Насер (BHR)           | 48,14 | WL       |
| 2     | Шона Міллер-Уйбо (BAH)       | 48,37 | AR       |
| 3     | Шеріка Джексон (JAM)         | 49,47 | PB       |
| 4     | Вейдлайн Джонатас (USA)      | 49,60 | PB       |
| 5     | Філліс Френсіс (USA)         | 49,61 | PB       |
| 6     | Стефані-Енн Макферсон (JAM)  | 50,89 |          |
| 7     | Юстина Швенти-Ерсетиць (POL) | 50,95 |          |
| 8     | Іга Баумгарт-Вітан (POL)     | 51,29 |          |